# Anneliese Hoevel
Anneliese Hoevel (* 3. Oktober 1898 in Köln-Nippes als Anneliese Fiedler; † 28. August 1942 in Frankfurt-Preungesheim) war eine deutsche Kommunistin.
Ihr Vater war Buchdrucker und Sozialdemokrat. In Berlin arbeitete sie als Buchhalterin und lernte dort ihren Mann Andreas Hoevel kennen. Sie heirateten im Januar 1929. 1930 fand Andreas Hoevel eine Arbeit bei Opel in Rüsselsheim, wo beide in der Kommunistischen Partei Deutschlands (KPD) aktiv waren. Im Januar 1933 wurde Andreas Hoevel wegen politischer Aktivitäten im Betrieb gekündigt, woraufhin er in das damals unter Völkerbundsverwaltung stehende Saargebiet floh.
Zum ersten Mal wurde Hoevel 1934 verhaftet und, weil sie den Aufenthaltsort ihres Mannes nicht preisgab, wegen „Vorbereitung zum Hochverrat“ zu drei Jahren Zuchthaus verurteilt. Im Urteil wurde sie vom Gericht als „gefährliche und hartnäckige Förderin der illegalen Bestrebungen der KPD“ bezeichnet.

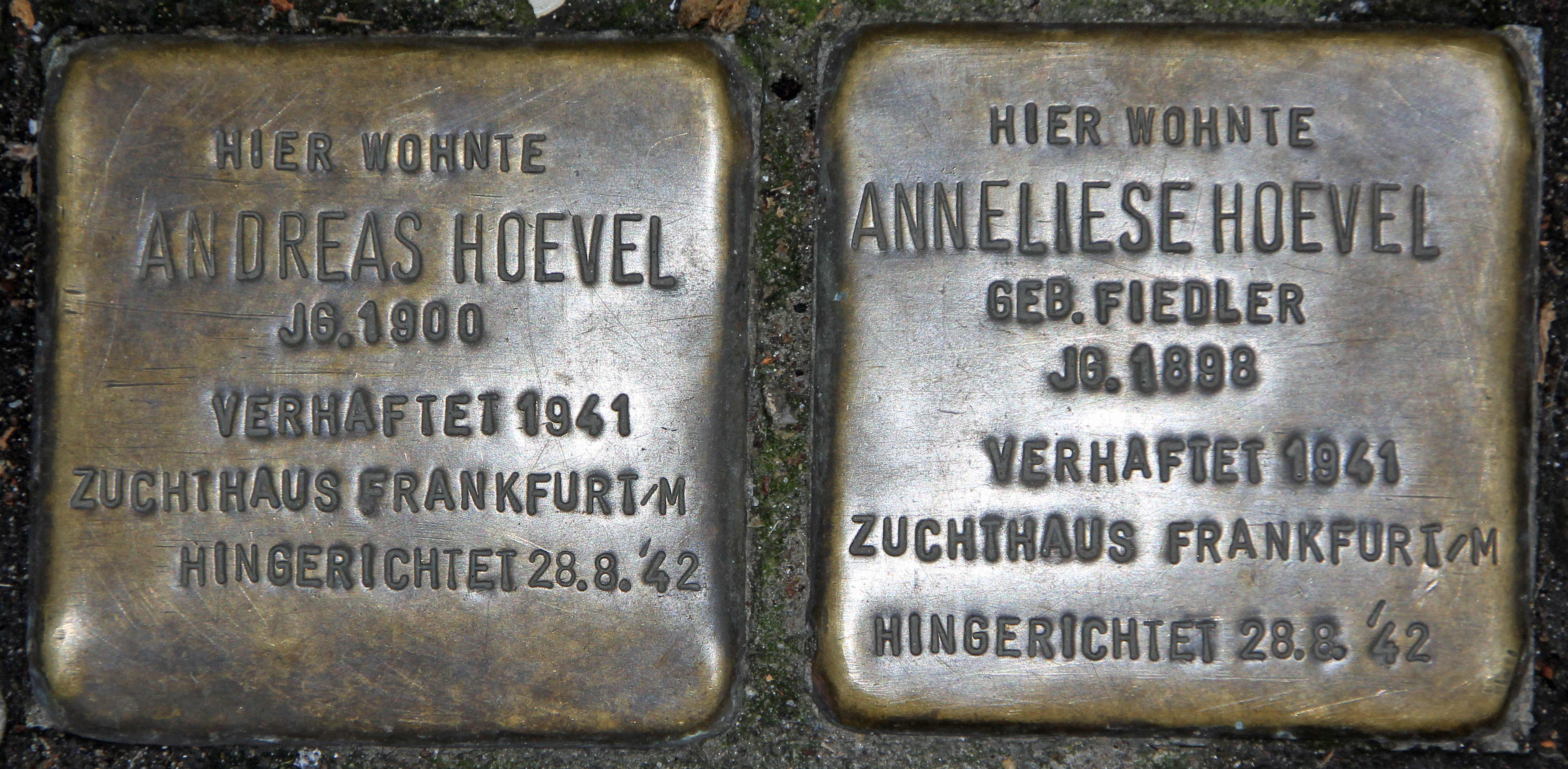
Stolpersteine für das Ehepaar Hoevel in Koblenz

1939 zog sie zusammen mit ihrem Mann nach Koblenz und suchte dort wieder den Kontakt zu Genossen. Sie hörten verbotene Auslandssender wie zum Beispiel Radio Moskau. Die Gruppe wurde 1941 entdeckt. Anneliese Hoevel wurde, wie ihr Mann Andreas Hoevel, vom Oberlandesgericht Kassel wegen „Hochverrats und Rundfunkverbrechens“ zum Tode verurteilt. Am 28. August 1942 wurden sie im Zuchthaus Preungesheim, Frankfurt am Main, mit dem Schafott hingerichtet.

## Ehrungen
In Koblenz erinnert die Hoevelstraße an Anneliese und André Hoevel. In Frankfurt erinnert die Anneliese-Hoevel-Straße an sie.